# The Violent Sleep of Reason
The Violent Sleep of Reason osmi je studijski album švedskog metal-sastava Meshuggah. Diskografska kuća Nuclear Blast objavila ga je 7. listopada 2016. Članovi grupe zajedno su snimili uradak uživo u studiju, što se razlikuje od načina tipičnijeg za suvremeno snimanje u kojem se svako glazbalo snima zasebno. Skupina je 5. kolovoza 2016. na sajtu Blabbermouth.net i u časopisu Revolver najavila album, njegovo ime i popis pjesama.

## O albumu
Ime albuma djelomično je nadahnuto bakropisom španjolskog slikara Francisca Goye pod imenom San razuma stvara čudovišta. Naziv uratka i teme pjesama odnose se na terorizam, ekstremna stajališta o idealima, vjerske dogme i nasilne posljedice do kojih dolazi kad "netko spava odnosno ne reagira ispravno na ono što se događa". O ilustraciji albuma Tomas Haake izjavio je:

"Bilo ju je teško izraditi jer nemate istog trena sliku za naziv The Violent Sleep of Reason ("Nasilni san razuma") – kako to uopće prikazati? Kad sam raspravljao o tome s Keerychem Luminokayom, koji je autor ilustracija na box setu objavljenom u počast našoj 25. godišnjici postojanja, ali i ilustracija na Kolossu, jednostavno smo mu dopustili da portretira tu ideju kako želi. Ono što vidite na naslovnici jest ljudsko biće koje je dugo vremena bilo u stagnaciji. Već smo na početku zamislili da u njega urastaju puzavice. Ali to je tijelo koje toliko dugo spava da ga je zauzelo nešto drugo."

Kako bi se odvojila od produkcije koja je okarakterizirala prethodne albume poput Kolossa i obZena, skupina je The Violent Sleep of Reason snimila uživo. To joj je, prema Haakeovim riječima, omogućilo da svoj zvuk snimi na "iskreniji način" i da na album prenese "sirovost" uradaka s kraja osamdesetih odnosno početka devedesetih godina 20. stoljeća koji su je "nadahnuli dok su njezini članovi odrastali". Haake dodatno objašnjava:
"Ako sve to sastavite koristeći se računalima, često nakon toga morate popravljati probleme. Vraćao sam se albumima za koje nisam znao sve bubnjarske dionice. Jednom kad to učinite, možete početi s bubnjevima i onda dodavati slojeve gitara, zatim bas-gitaru i na kraju sve zvuči savršeno. ObZen i Koloss odlični su albumi, ali smatram da su malo previše savršeni. Nisu baš prikazali kako doista zvučimo. No sad smo snimali uživo i tako možete čuti dinamiku, jedna je osoba možda brža dok druga pomalo kaska. Ako ubijete to, ubijete energiju."

## Popis pjesama
Tekstovi: Tomas Haake, osim za pjesmu "Ivory Tower", koju je napisao Mårten Hagström. 
| 1.    | »Clockworks«              | Haake, Dick Lövgren                | 7:15 |
| 2.    | »Born in Dissonance«      | Hagström                           | 4:34 |
| 3.    | »MonstroCity«             | Haake, Lövgren                     | 6:13 |
| 4.    | »By the Ton«              | Haake, Lövgren, Fredrik Thordendal | 6:04 |
| 5.    | »Violent Sleep of Reason« | Haake, Lövgren                     | 6:51 |
| 6.    | »Ivory Tower«             | Hagström                           | 4:59 |
| 7.    | »Stifled«                 | Haake, Lövgren                     | 6:31 |
| 8.    | »Nostrum«                 | Haake, Lövgren                     | 5:15 |
| 9.    | »Our Rage Won't Die«      | Haake, Hagström                    | 4:41 |
| 10.   | »Into Decay«              | Haake, Hagström                    | 6:32 |
| 58:55 |                           |                                    |      |

## Objava
Prije izdanja samog albuma tri su skladbe objavljene na YouTubeu Nuclear Blasta, dotadašnje diskografske kuće sastava. "Born in Dissonance" objavljena je 25. kolovoza 2016., "Nostrum" 15. rujna 2016., a "Clockworks" (objavljena sa službenim glazbenim spotom) 7. listopada 2016. Dana 20. rujna 2016. grupa je objavila poseban videozapis za pjesmu "Nostrum", na kojemu je bilo prikazano Haakeovo bubnjanje.

## Recenzije
The Violent Sleep of Reason dobio je pohvale kritičara i obožavatelja. Max Frank, glazbeni kritičar na internetskoj stranici Metalsucks.net, u svojoj je recenziji albumu dao pet od pet zvjezdica i opisao ga kao "tour-de-snage; potpuna dekonstrukcija žestoke glazbe". U recenziji se usredotočuje na paradoks između složenih struktura pjesama koje kao da kritiziraju norme metala i toga da se članovi skupine navodno ne razumiju u glazbenu teoriju. Frank je dodao: "Neki bi teoretičari mogli reći da Violent Sleep 'komentira samog sebe'. Meshuggah bi vjerojatno odgovorio 'začepi i poslušaj ovaj odličan rif'". Kritičar časopisa Terrorizer, Adrien Begrand, izjavio je da je album "vrhunski", da je "tipičan zvuk grupe prisutan na cijelom ovom uratku" i da se "kao i na svakom prethodnom albumu poigrava s formulom do najsitnijih detalja". Stefan Andonov iz Prog Spherea napisao je: "[Članovi Meshugge] nastavljaju stvarati vrlo agresivnu glazbu koju se teško može slijediti, ali The Violent Sleep of Reason potpuno će zadovoljiti obožavatelje sastava i zasigurno privući više metalaca koji će se zaljubiti u ovu odličnu umjetnost koju stvaraju". Uradak se našao u užem izboru IMPALA-e (Nezavisne udruge glazbenih tvrtki) za nagradu album godine 2016.; navedena se nagrada jednom godišnje uručuje najboljem albumu koji je objavila nezavisna europska diskografska kuća.
Meshuggina je pjesma "Clockworks" na 60. dodjeli nagrada Grammy bila nominirana u kategoriji "najbolja metal izvedba".

## Zasluge
| Meshuggah - Jens Kidman – vokali - Fredrik Thordendal – glavna gitara - Tomas Haake – prateći vokali, bubnjevi - Mårten Hagström – ritam gitara - Dick Lövgren – bas-gitara | Ostalo osoblje - Luminokaya – naslovnica, ilustracije - Rob Kimura – omot albuma, dizajn - Tue Madsen – snimanje, miksanje - Thomas Eberger – mastering - Olle Carlsson – fotografija |